# 親民党
親民党（しんみんとう、繁: 親民黨）は、中華民国の政党。2000年に中国国民党秘書長（幹事長）、台湾省長を歴任した宋楚瑜により結党された。親民党は自称中立的な泛橘連盟に属する政党だが、ほとんどの政策は中国国民党寄りで、台湾のメディアでは泛藍連盟に分類されている。2000年代には地方議員の1/3を占める台湾第3の大政党だったが、2010年代以降は第三極の時代力量や台湾民衆党の台頭などにより人気を失った。

## 概要
親民党は、2000年総統選を契機に結党された。総統選挙の際に、中国国民党は候補者や公約政策を巡って広く分裂し、国民党は連戦副総統（当時）を公認候補に立てたが、李登輝の政策に批判的な宋楚瑜が国民党を脱党して独自に立候補した。
その結果、宋は総統選に敗れたはしたものの、国民党公認の連戦を大きく上回る466万票超を獲得し大健闘したため、国民党や新党から相当数の党員を獲得し親民党を結党した。
親民党は結党直後に党規約を通じて、立憲政治、人権、国家の安全、司法の革新、警察の治安、経済発展、社会福祉、文化教育、族群、環境保護などの10項目に及ぶ政策の主張を出した。その後、親民党は国民党と泛藍連盟として共闘関係に入り、2004年総統選では、連戦・国民党主席を総統候補に、宋楚瑜・親民党主席を副総統候補に擁立して選挙に臨んだ。しかし、僅差で民進党の現職陳水扁候補に敗れ、政権獲得はならなかった。また、同年暮れの第六回中華民国立法委員選挙では議席を34に減らした。
2005年には国民党主席の連戦の訪中に引き続いて、宋楚瑜も北京を訪問して胡錦濤中国共産党総書記と会談し、台湾独立反対で一致した。しかし、宋楚瑜は2006年の台北市長選挙で惨敗して政界引退を表明。2008年の第七回中華民国立法委員選挙で1議席しか獲得できず、2010年には唯一の議員も選挙違反事件で失職し、全議席を失った。
親民党は何度も国民党への吸収合併がささやかれたが、宋楚瑜は2012年総統選に三度目の総統選出馬を表明し、注目を集めた。宋楚瑜は惨敗したが、同時選挙で行われた第八回中華民国立法委員選挙で3議席を獲得した。

## 歴代主席
- 宋楚瑜

## 選挙記録

### 総統選挙
| 親民党候補の県市別得票率 |

| 親民党候補の郷鎮市区得票率 |

| 年度 | 選挙                   | 総統候補 | 総統候補            | 副総統候補        | 副総統候補       | 得票数    | 得票率 | 当選 |
| ---- | ---------------------- | -------- | ------------------- | ----------------- | ---------------- | --------- | ------ | ---- |
| 2000 | 第10期総統・副総統選挙 |          | 宋楚瑜（無所属）    |                   | 張昭雄（無所属） | 4,664,932 | 36.84% |      |
| 2004 | 第11期総統・副総統選挙 |          | 連戦（ 中国国民党） |                   | 宋楚瑜           | 6,442,452 | 49.89% |      |
| 2012 | 第13期総統・副総統選挙 |          | 宋楚瑜              | 林瑞雄            | 369,588          | 2.77%     |        |      |
| 2016 | 第14期総統・副総統選挙 |          | 宋楚瑜              | 徐欣瑩（ 民国党） | 1,576,861        | 12.84%    |        |      |
| 2020 | 第15期総統・副総統選挙 |          | 宋楚瑜              | 余湘（無所属）    | 608,590          | 4.26%     |        |      |